# Зубастики 3
«Зубастики 3» (англ. Critters 3) — американський фантастичний фільм жахів 1991 року режисера Крістіна Пітерсона.

## Сюжет
Цього разу волохаті прибульці з космосу захоплюють будинок у Лос-Анджелесі. Вони виганяють на вулицю всіх його мешканців. Космічний мисливець встає на їх захист і сам стає дичиною, яку Зубастики переслідують у всіх таємничих куточках будинку…

## У ролях
| Актор                | Роль            |
| -------------------- | --------------- |
| Джон Келвін          | Кліффорд        |
| Аймі Брукс           | Енні            |
| Крістіан Казінс      | Джонні 1        |
| Джозеф Казінс        | Джонні 2        |
| Вільям Денніс Хант   | містер Бріггс   |
| Ніна Аксельрод       | Бетті Бріггс    |
| Леонардо ДіКапріо    | Джош            |
| Дон Кіт Оппер        | Чарлі МакФадден |
| Джеффрі Блейк        | Френк Лонго     |
| Хосе Луіс Валансуела | Маріо           |
| Діана Белламі        | Розалі          |
| Кетрін Кортес        | Марсія          |
| Френсіс Бей          | місіс Менгес    |
| Білл Закерт          | містер Менгес   |
| Терренс Манн         | Уг              |